# Vincent Vitetta
Vincent Vitetta   (Niça, 1 d'octubre de 1925 - Niça, 12 d'abril de 2021) va ser un ciclista francès, que fou professional entre 1949 i 1958.

## Palmarès
- 1952
  - 1r a la Volta a Algèria
- 1953
  - 1r al G.P. de Fréjus
- 1954
  - Vencedor d'una etapa del Gran Premi del Midi Libre
  - Vencedor d'una etapa de la Volta al Marroc

### Resultats al Tour de França
- 1951. 33è de la classificació general
- 1952. 20è de la classificació general
- 1953. 59è de la classificació general
- 1954. 8è de la classificació general
- 1955. 16è de la classificació general
- 1956. 53è de la classificació general

### Resultats al Giro d'Itàlia
- 1955. 74è de la classificació general